# أبو حية النميري
أبو حية الهيثم بن الربيع بن زرارة النميري (؟ - ~180هـ/825م) شاعر عربي مُخضرم، شهد العصر الأموي والعصر العباسي الأوَّل.

## سيرته
الهيثم بن الربيع بن زرارة من أهل البصرة، وفيها كانت نشأته، وتاريخ ميلاده غير معروف على وجه الدقة، ولكنَّه ولد في العصر الأموي، يعود نسبه إلى بني نمير بن عامر. روى الهيثم عن الشاعر الأموي الفرزدق، وتُنسَب إليه أشعار جيدة في الغزل العفيف ومديح الحُكَّام، تزوَّج أبو حية الهيثم ابنةَ عمَّه، وأكثر شعره في مغازلتها، ورثاها الهيثم بعد مماتها. عاصر الهيثم الدولتين الأمويَّة والعباسيَّة، ومدح الخليفة الأموي هشام بن عبد الملك، وبعد انتقال الخلافة إلى بني العباس مدح الخليفة أبا جعفر المنصور وهجا العلويين. أثَّر وفاة زوجته على نفسيته تأثيراً عميقاً، فعُرِف بين الناس كذَّأباً جباناً بخيلاً، وله أخبار كثيرة في ذلك، وقِيل أيضاً أنَّه كان يُصاب بالصرع. عمَّر أبو حية عمراً طويلاً، وتاريخ وفاته مُختلَف عليه، وتُوفِّي إمَّا في آخر القرن الثاني الهجري أو في بدايات القرن الثالث الهجري.

## شعره
أجاد أبو حية النمري نظم الرجز والقصيد، وامتدح النُّقاد شعره، وعدَّه ابن الرشيق من أحسن الناس شعراً، ويتناول في شعره المديح والرثاء والغزل والنسيب والحكمة والمجون. في العصر الحديث اعتنى بشعره يحيى الجبوري، ونُشِر ديوانه بتحقيقه في 1875، صادر عن وزارة الثقافة السورية، ونُشِرَ في نفس السنة بتحقيق رحيم رضى التويلي في مجلة "المورد"، في عددها الأوَّل، وأعقب عليه سعيد الغانمي مستدركاً كشعره في نفس المجلة في 1977.